# West Branch (Iowa)
West Branch ist eine Kleinstadt (mit dem Status „City“) im Cedar County und zu einem kleinen Teil im Johnson County im US-amerikanischen Bundesstaat Iowa. Das U.S. Census Bureau hat bei der Volkszählung 2020 eine Einwohnerzahl von 2.509 ermittelt.

## Geografie
West Branch liegt im Osten Iowas, rund 50 km westlich des die Grenze Iowas zu Illinois bildenden Mississippi. Der Schnittpunkt der drei Bundesstaaten Iowa, Illinois und Wisconsin liegt rund 130 km nordöstlich von West Branch, die Grenze zu Missouri verläuft 150 km südlich.
Die geografischen Koordinaten von West Branch sind 41°40′17″ nördlicher Breite und 91°20′48″ westlicher Länge. Das Stadtgebiet erstreckt sich über eine Fläche von 8,26 km² und liegt überwiegend in der Springdale Township des Cedar County und zu einem kleinen Teil in der Scott Township des Johnson County.
Nachbarorte von West Branch sind Tipton (26,8 km nordöstlich), Rochester (19,2 km östlich), West Liberty (18,3 km südöstlich), Lone Tree (27 km südsüdwestlich), Hills (28,1 km südwestlich), Iowa City (18,4 km westlich) und Solon (26,2 km nordwestlich).
Die nächstgelegenen Großstädte sind Cedar Rapids (54,8 km nordwestlich), Rochester in Minnesota (326 km nordnordwestlich), die Twin Cities in Minnesota (461 km in der gleichen Richtung), Wisconsins Hauptstadt Madison (279 km nordöstlich) die Quad Cities in Iowa und Illinois (71 km östlich), Chicago in Illinois (339 km in der gleichen Richtung), St. Louis in Missouri (441 km südsüdöstlich), Kansas City in Missouri (501 km südwestlich), Iowas Hauptstadt Des Moines (198 km westlich) und Nebraskas größte Stadt Omaha (420 km in der gleichen Richtung).

## Verkehr
Der in West-Ost-Richtung verlaufende Interstate Highway 80 führt durch das Stadtgebiet von West Branch. Alle weiteren Straßen sind untergeordnete Landstraßen, teils unbefestigte Fahrwege sowie innerörtliche Verbindungsstraßen.
Mit dem Iowa City Municipal Airport befindet sich 23,7 km westlich ein kleiner Flugplatz. Der nächste Verkehrsflughafen ist der Flughafen Cedar Rapids – Eastern Iowa (51,7 km nordwestlich).

## Geschichte
Die ersten weißen Siedler waren Quäker, die sich an der Stelle der heutigen Stadt im Jahr 1869 niederließen. Sechs Jahre später wurde die Siedlung als selbstständige Kommune inkorporiert.
Im Jahr 1874 wurde der spätere 31. US-Präsident Herbert Hoover in West Branch geboren. Im Jahr 1962 wurde in seinem Geburtsort die Herbert Hoover Presidential Library and Museum eingerichtet, eine der 13 Präsidentenbibliotheken. Sein Geburtshaus, das den Status einer National Historic Landmark hat, bildet mit der Bibliothek und anderen Gebäuden die Herbert Hoover National Historic Site. Sechs Bauwerke und Stätten in West Branch sind im National Register of Historic Places (NRHP) eingetragen (Stand 1. Oktober 2018).

## Bevölkerung
Nach der Volkszählung im Jahr 2010 lebten in West Branch 2322 Menschen in 947 Haushalten. Die Bevölkerungsdichte betrug 281,1 Einwohner pro Quadratkilometer. In den 947 Haushalten lebten statistisch je 2,39 Personen.
Ethnisch betrachtet setzte sich die Bevölkerung zusammen aus 97,0 Prozent Weißen, 0,4 Prozent Afroamerikanern, 0,2 Prozent amerikanischen Ureinwohnern, 0,6 Prozent Asiaten sowie 0,4 Prozent aus anderen ethnischen Gruppen; 1,3 Prozent stammten von zwei oder mehr Ethnien ab. Unabhängig von der ethnischen Zugehörigkeit waren 2,1 Prozent der Bevölkerung spanischer oder lateinamerikanischer Abstammung.
24,6 Prozent der Bevölkerung waren unter 18 Jahre alt, 61,9 Prozent waren zwischen 18 und 64 und 13,5 Prozent waren 65 Jahre oder älter. 51,2 Prozent der Bevölkerung waren weiblich.
Das mittlere jährliche Einkommen eines Haushalts lag bei 60.556 USD. Das Pro-Kopf-Einkommen betrug 25.274 USD. 4,9 Prozent der Einwohner lebten unterhalb der Armutsgrenze.